# Callyspongia foliacea
Callyspongia foliacea är en svampdjursart som först beskrevs av Eugen Johann Christoph Esper 1797.  Callyspongia foliacea ingår i släktet Callyspongia och familjen Callyspongiidae. Inga underarter finns listade i Catalogue of Life.